# 航空

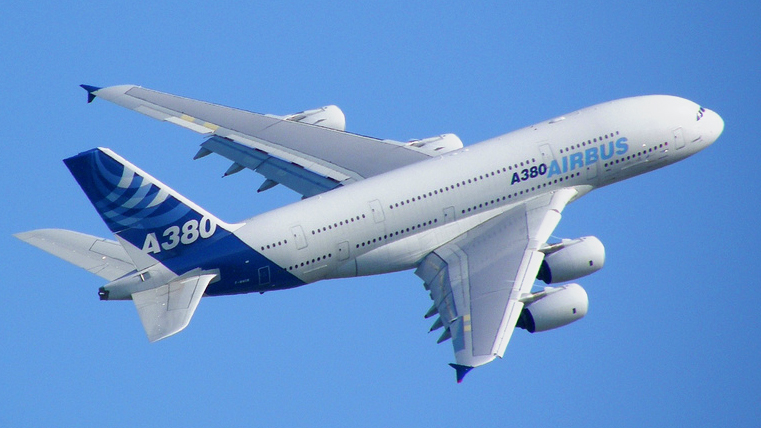
空中巴士A380，目前建造的最大客运飛機翱翔蓝天

航空（英語：Aviation）狭义上则指的是载人或非载人的飞行器在大气层中的航行活动，广义上航空一词也指进行航空活动所必须的科学，同时也泛指研究开发航空器所涉及的各种技术。人类自古以来便有像鸟儿一样翱翔天空的愿望，但直到18世纪后期载人热气球在欧洲升空后才首度实现。20世纪初随着工业革命带来的科技进步，人类的航空事业得以迅速发展。1903年12月17日，美国人莱特兄弟成功试飞人类第一架重于空气、带有动力、可控制操作，并可持续滞空的飞机，开启了现代航空的新纪元。航空是21世纪最活跃和最具影响力的科学技术领域，该领域取得的重要成就标志着人类文明的发展水準，也展現着一个国家的综合国力及科学技术的水準。

## 历史

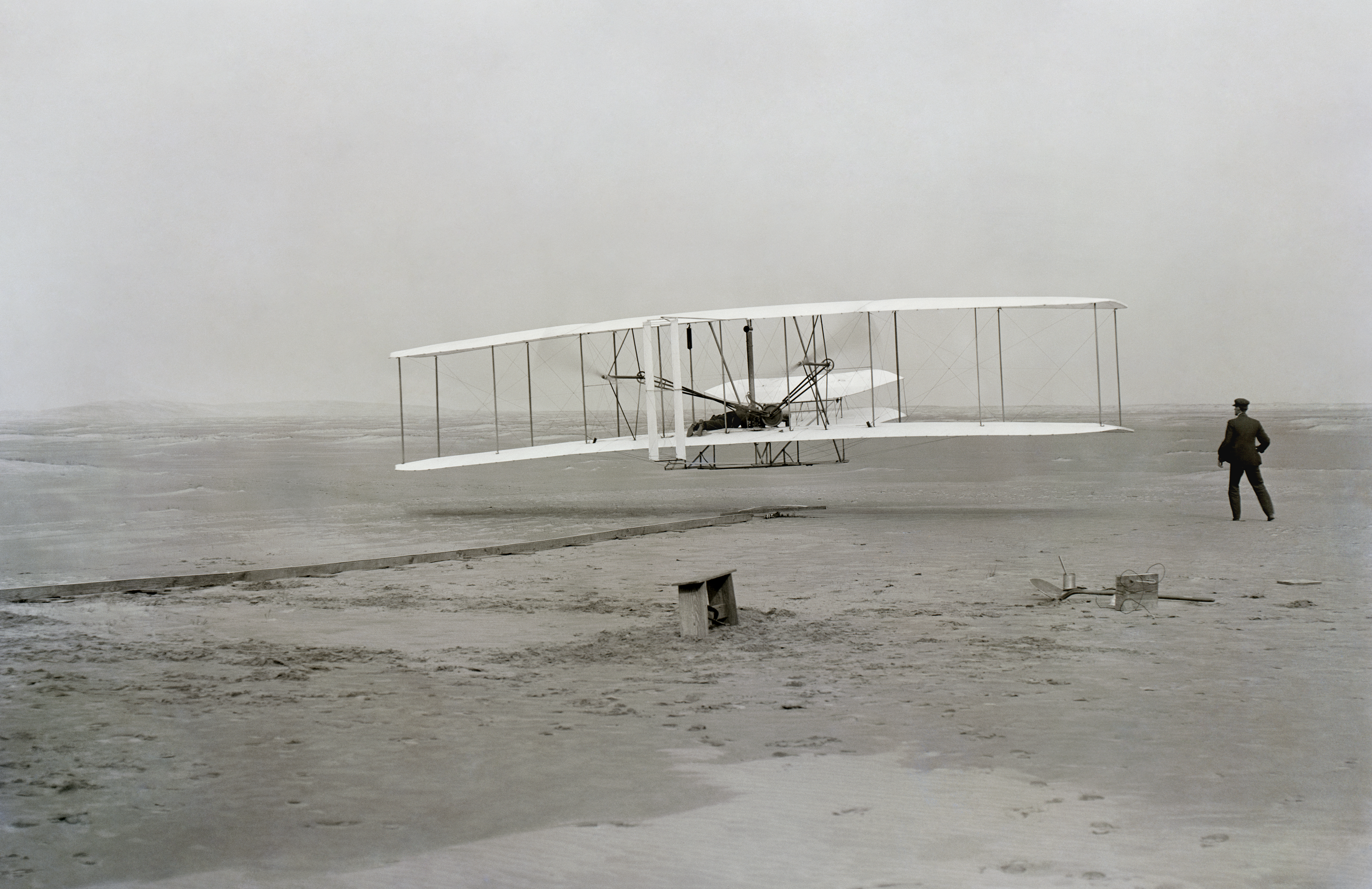
1903年12月17日，莱特兄弟驾驶自行研制的飞行者一号完成了人类史上首次飞机的受控持续飞行

人类航空事业的发展已经有200多年的历史。人类最初从神话传说中表达自己对飞行的渴望，随后他们发明了风筝、天灯等可以飞入空中的人造物。文艺复兴时达芬奇等人开始以科学的方法探求并进行航空器的设计。18世纪末期开始的工业革命给自然科学技术的发展注入了强大动力，人类的航空技术开始迅速发展，热气球、飞艇、滑翔机和飞机等在一个多世纪的时间里相继被发明、发展成熟，而其中的一些又被淘汰。两次世界大战更是刺激了飞机制造业的进步，其后人类更进一步踏入了航天领域。现在航空业已经成为人类最前沿、最具影响力的领域。

## 民用航空
民航指一切非軍事航空活動，包括航空運輸及通用航空。

### 民航生產商
目前主要的民航生產商有：
- 空中巴士公司，總部在法國圖盧茲
- ATR，總部在法國圖盧茲
- 波音公司，總部在美國西雅圖
- 中国商飞，總部在中国上海[4]
- 安博威，總部在巴西圣若泽-杜斯坎普斯
- 联合航空制造公司，總部在俄羅斯莫斯科

### 航空公司

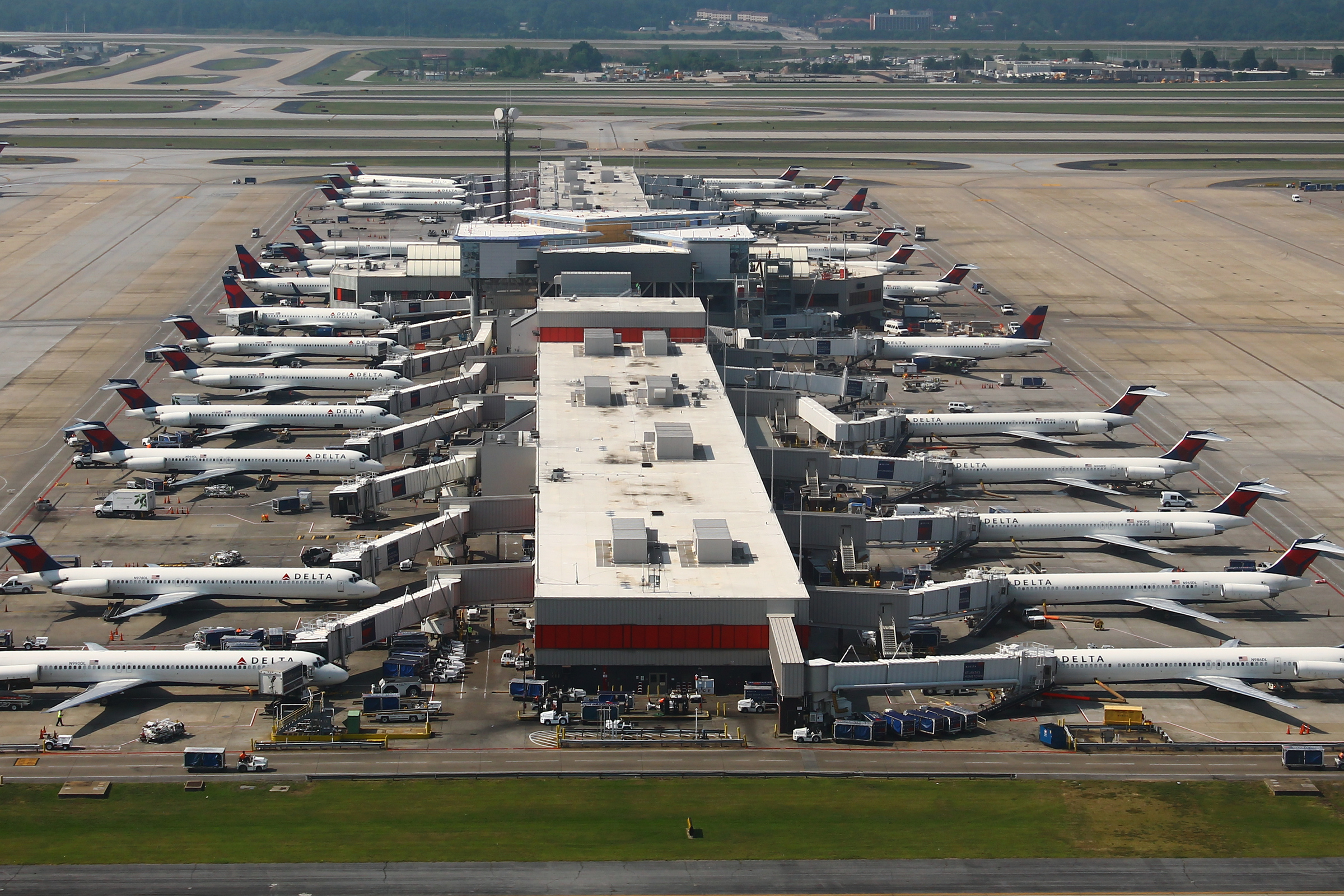
達美航空的機隊於哈茨菲爾德-傑克遜亞特蘭大國際機場，圖中主要是麥道MD-80機型

直至70年代，大部份大型航空公司都是國家航空公司，受到政府保護，免受對手威脅。但自開放天空政策推行之後，不少航空公司紛紛成立，使機票價格下滑，再加上高燃油價格，高薪金及2001年所發生的九一一事件和2003年所爆发的SARS瘟疫（以及2019年的新冠肺炎等等），此間不少較年長的航空公司都申請破產保護、政府保護或合併，但同時間，廉價航空公司如西南航空則成為這段時期的得益者。

### 通用航空

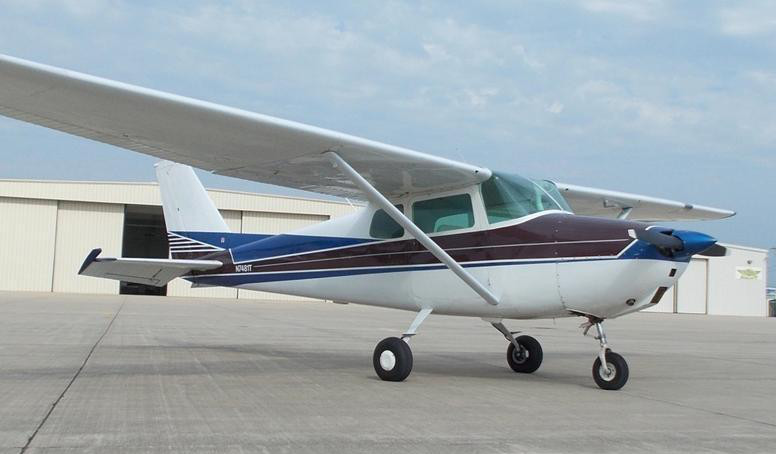
塞斯納172

通用航空指所有非定期航班，包括私人和商業性飛機。通用航空可以為公務航班、不定期航班、私人航班、飛行訓練、降落傘、熱氣球、滑翔飛行、空中攝影、救護航班、特技飛行、空中巡邏警察或森林消防員。每個國家對通用航空都有不同規範，其規範則視符是私人性質還是商業性質。
目前全球有不少飛機製造商生產小型飛機，如德事隆航空、中航通飞、鑽石飛機工業集團、達荷-索卡達飛機製造公司、派珀航空、皮拉圖斯飛機、莫拉凡公司等，其市場主要是針對希望擁有私人飛機的顧客或飛行校的教練機。隨著航電系統的改善，以往只有大型飛機的航電也能加裝在小型飛機上，例如GPS，再加上複合材料的應用使飛機更輕且飛得更快，成為發展小型飛機的推動力。近年，超輕型飛機和自製飛機的普及，使許多國家允許私人飛行，能使政府節省金錢和減少規範去發出適航證書給於飛機。

## 軍用航空

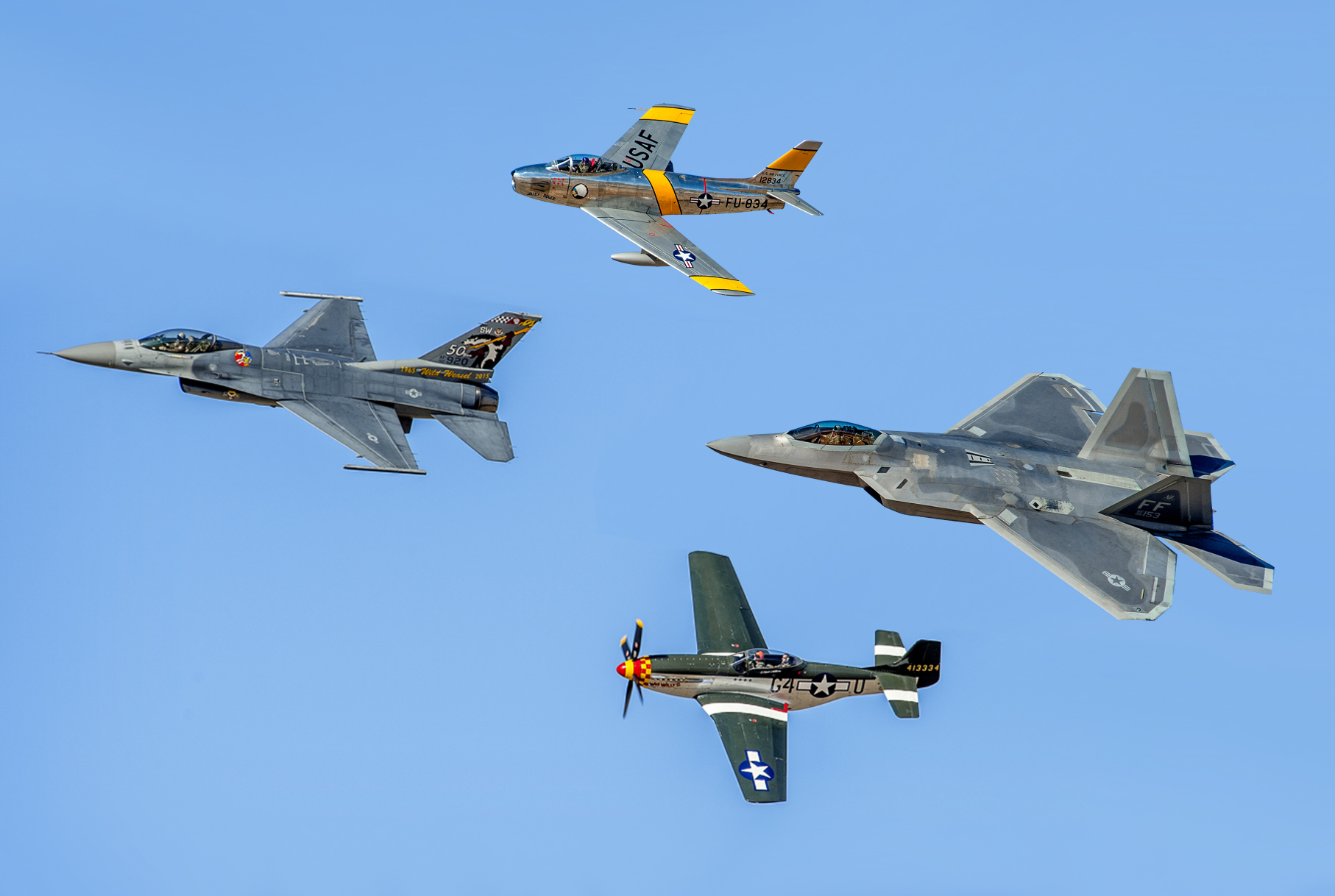
F-16戰隼戰鬥機、F-86軍刀戰鬥機、P-51野馬戰鬥機、F-22猛禽戰鬥機（從左到右）

早在18世紀，人類已經發展沒有動力的監察熱氣球。到了現今，軍用飛機被大量需求和生產，軍機生產商之間是相互的競爭者，因為只有其中一方能取得某國的合約，提供軍機給於該國，而政府的考量主要是在飛機價錢、性能和速度。
軍用飛機種類
- 戰鬥機是用來摧毀敵方軍機，例如蘇愷-27戰鬥機。
- 攻擊機是用來攻擊地面目標，實施火力支援，例如A-10雷霆二式攻擊機。
- 轟炸機是用來進行戰略轟炸，例如B-2幽靈隱形戰略轟炸機。
- 運輸機是用來進行人力或物資運輸，例如安-124運輸機。
- 偵察機是用來資料蒐集，例如U-2偵察機。
- 直升機是用來進行火力支援和運輸之用。

## 航空交通管制

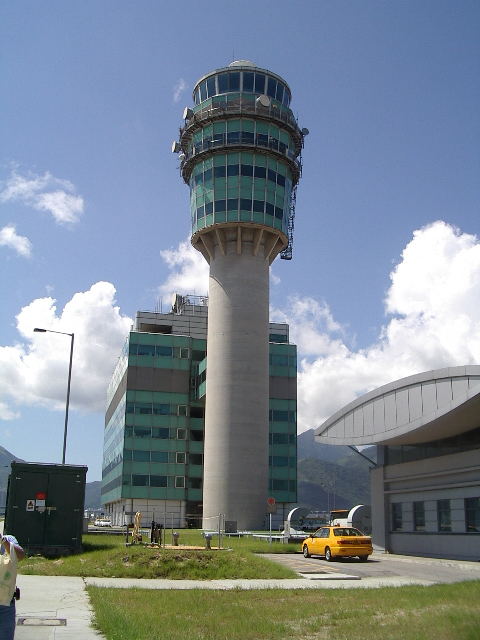
香港國際機場的主塔台及航空交通管制大樓

航空交通管制負責與飛行員溝通和維持飛機距離，確保飛機不會因為太接近而導致相撞。而航管員要得知飛機位置，需要由飛行員提供，或是在較大型機場裡的雷達中看到飛機位置。
航空交通管制的種類：
- 中央管制員
- 控制台，負責管制機場範圍內的飛機
- 海洋管制員，負責管制飛機，大多是國際航班，大多數管制員沒有雷達
- 終端管制員，負責管制機場範圍外飛機，約50-80公里

在儀表飛行中，航空交通管制十分重要，因為飛行員可能因天氣問題而看不到其它飛機或機場。縱使在較大型的機場裡，飛機能夠目視飛行，但飛行員都需要聽命於管制員，以維持空中秩序。而管制員會因為飛行員的工作量而提供不同情報去分隔飛機，例如天氣廣播、地形、飛行輔助等資料。然而，管制員不可能控制所有航班，北美洲所流行的目視飛行不需要時時刻刻留意管制員的命令；而在某些地區中，例如加拿大北部，因為沒有航空交通管制服務，因此該地方不能夠進行低空飛行。

## 環境影響
就像燃燒一樣，有动力的飛機都會釋放溫室氣體如二氧化碳、煤煙及其它物質，其環境影響如下：
- 當飛機接近對流層頂時，會釋出飛機雲和氣溶膠，會增加天空中的卷雲，最多能增加高達0.2%的雲層[6]。
- 當飛機接近對流層頂時，會產生化學藥品，會互相影響該高度的溫室氣體，尤其是氮氧化物，會增加臭氧的濃度。[7][8]
- 大多數小型活塞飛機所燃燒的汽油，都含有四乙基鉛，是一種高毒性物質，能夠污染土地和機場。

## 参看
- 航空工程